# Baldeogarh
Baldeogarh is een nagar panchayat (plaats) in het district Tikamgarh van de Indiase staat Madhya Pradesh. 

## Demografie
Volgens de Indiase volkstelling van 2001 wonen er 7.585 mensen in Baldeogarh, waarvan 52% mannelijk en 48% vrouwelijk is. De plaats heeft een alfabetiseringsgraad van 51%. 